# 莫朝

莫朝
大越

1590年頃の莫朝（緑）

莫朝（ばくちょう、マクちょう、ベトナム語：Nhà Mạc / 家莫、1527年 - 1677年）は、ベトナムの北部を支配した王朝である。現在のベトナムの歴史書である大越史記全書では、正統な王朝としては認められていない。

## 歴史

### 成立
16世紀の後黎朝では指導力を欠いた皇帝が続き、宮廷内は権力争いで乱れていた。そうした中、1527年に権臣の莫登庸（マク・ダン・ズン、ベトナム語：Mạc Đăng Dung / 莫登庸）は恭皇を幽閉、禅譲を迫って帝位を事実上簒奪し、ここに前期黎朝は滅亡し莫朝が開かれることとなった。

### 発展
即位直後は莫登庸は後黎朝の制度を踏襲して民心の統一を図ると共に、名士の検証など国内における禅譲の動揺を収斂させる政策を実施した。一方1528年には弛緩していた田制や兵制を新たに制定し、また貨幣鋳造を行うなど内政整備に積極的な姿勢を見せた。1530年に莫登庸から譲位され即位した莫登瀛は法令を整備し、租税賦役を軽減したことで国力が充実し、莫朝の最盛期を創出している。
最盛期を迎えた莫朝であるが、反対勢力が存在し後黎朝の3分の2を支配したに過ぎなかった。後黎朝復興を掲げる反対勢力となったのは、阮淦を指導者とした後黎朝重臣の鄭氏と阮氏である。宋山県出身で後黎朝の旧臣であった阮淦は、莫朝が成立するとラオス方面に逃れ、その地の王である乍斗の援助の下に反莫運動を展開、黎寧を擁立し莫朝に対抗した（南北朝時代）。また阮淦は明へ使者を派遣し、黎寧の正当性を確認すると共に、莫登庸を簒奪者として討伐軍出兵を依頼するなどの外交作戦を展開した。
当時の明は嘉靖帝の治世であり、朝議の結果毛伯温を派遣し、莫朝が降伏すれば臣属を認め、反攻すれば討伐するという和戦両様で交渉に臨むこととなった。この時期莫登瀛が死去し、その子である莫福海が即位していたが、莫朝の実権を掌握していた莫登庸により反対勢力を抱える現状を考慮し明への臣属を決定、明も莫登庸の降伏を認め莫登庸は安南都統使に任命された。これにより明との対立を回避した莫朝であるが、国内の反対勢力は更に増大し事実上国内は莫朝と反莫朝勢力に二分される状況が発生した。
反莫朝勢力を代表する阮淦は1543年に部下により毒殺されその実権は鄭検に移された。その後莫朝では莫福源、莫茂洽が即位し後黎朝との抗争を続けた。そして1592年、遂に都東京（ベトナム語：Đông Kinh / 東京）が鄭松に攻略され、莫茂洽を殺害されここに莫朝は事実上滅亡した。

### 地方政権として

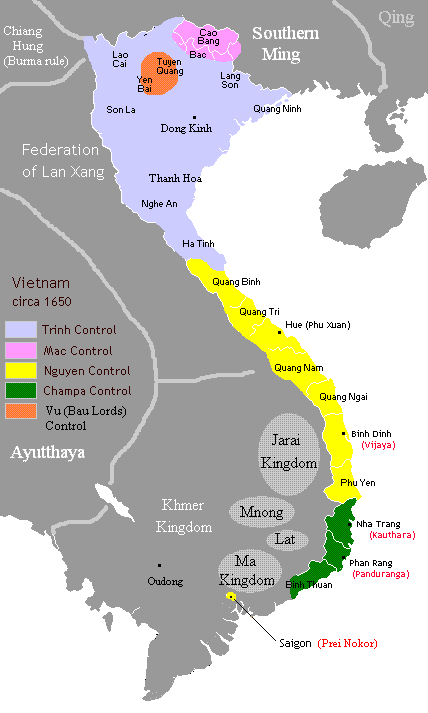
1640年の勢力図。ピンクは莫朝、灰色は鄭氏、黄色は阮氏。橙色は後黎朝に反抗し6代にわたり独立勢力を維持した裒主、緑はチャンパ

しかし莫氏の勢力はその後高平（カオバン）に逃れ、明とそれに続く清の保護の元に地方政権として存続した。1677年に後黎朝の攻撃を受けて壊滅した後も1683年まで続いた。

## 歴代皇帝

### 東京（タンロン）の莫朝
1. 太祖 莫登庸
2. 太宗 莫登瀛
3. 憲宗 莫福海
4. 宣宗 莫福源
5. 英祖 莫茂洽（中国語版）

### 高平（カオバン）の地方政権としての莫朝
1. 景宗 莫全
2. 閔宗 莫敬止（中国語版）
3. 代宗 莫敬恭
4. 光祖 莫敬寛
5. 明宗 莫敬宇（莫敬完）（中国語版）
6. 季宗 莫敬瑞（中国語版）
7. 徳宗 莫敬光（中国語版）

## 年号
1. 明徳：1527年 - 1529年
2. 大正：1530年 - 1540年
3. 広和：1541年 - 1546年
4. 永定：1547年
5. 景暦：1548年 - 1553年
6. 光宝：1554年 - 1561年
7. 淳福：1562年 - 1566年
8. 崇康：1566年 - 1578年
9. 延成：1578年 - 1585年
10. 端泰：1586年 - 1587年
11. 興治：1588年 - 1590年
12. 洪寧：1591年 - 1592年
13. 武安：1592年
14. 宝定：1592年 - 1593年
15. 康佑：1593年
16. 乾統：1593年 - 1625年
17. 隆泰：1618年 - 1625年
18. 順徳：1638年 - 1677年
19. 永昌：1677年 - 1681年